# Denis Kuzin
Denis Valerjevič Kuzin (kazašsky Денис Валерьевич Кузин; * 4. prosince 1988 Kustanaj, Kazašská SSR, Sovětský svaz) je kazachstánský rychlobruslař.
Na mistrovství světa juniorů startoval poprvé a naposled v roce 2008, na podzim 2008 již debutoval v závodech Světového poháru. Zúčastnil se Zimních olympijských her 2010, kde skončil v závodech na 1000 m a 1500 m shodně na 23. místě. Na Asijských zimních hrách v roce 2011 získal zlatou medaili na trati 1500 m. Téhož roku se poprvé objevil na mistrovství světa na jednotlivých tratích (1000 m – 16. místo), o rok později dojel na kilometru na 21. příčce, na patnáctistovce skončil o jedno místo níže. Na světovém šampionátu na jednotlivých tratích 2013 získal na distanci 1000 m zlatou medaili, v závodě na 1500 m byl osmnáctý. Zúčastnil se Zimních olympijských her 2014, kde se v závodě na 1000 m umístil na 7. místě, na trati 1500 m skončil devátý. Startoval také na ZOH 2018 (1000 m – 27. místo, 1500 m – 30. místo). Na Mistrovství čtyř kontinentů 2022 zvítězil v závodě na 1000 m. Zúčastnil se ZOH 2022 (1000 m – 23. místo).